# Innensechskant

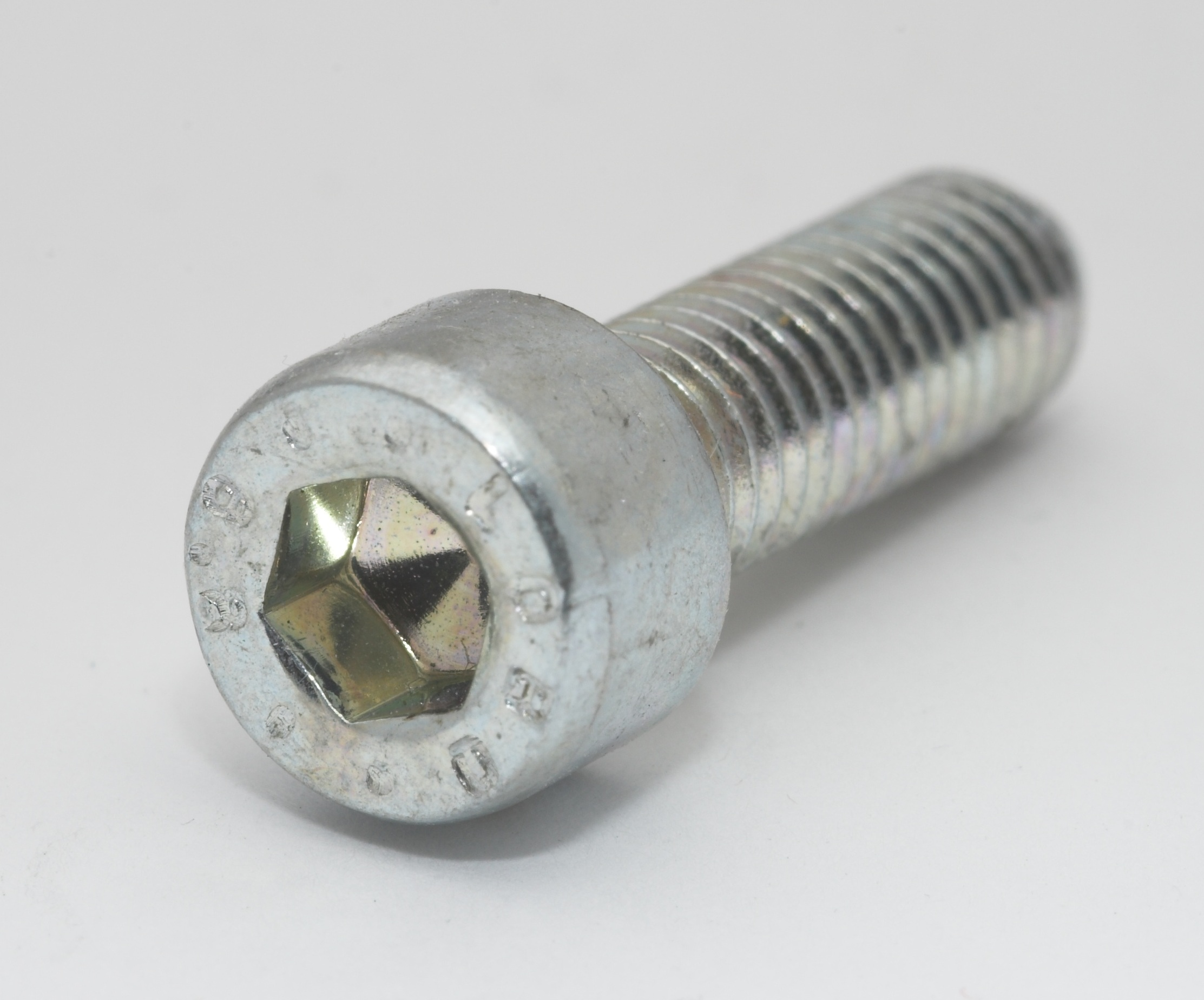
Eine verzinkte Zylinderkopfschraube mit Sechseck-Profil im Schraubenkopf (Innensechskant)

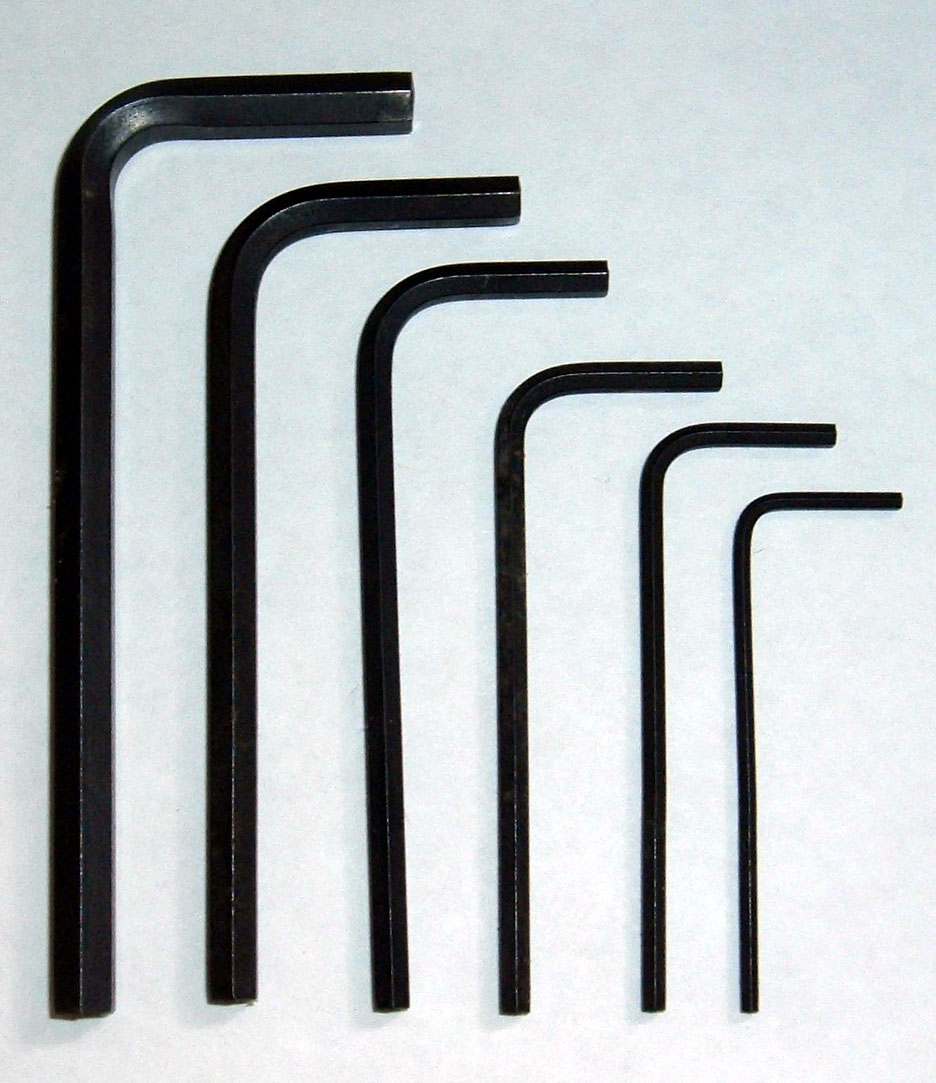
Innensechskantschlüssel verschiedener Größen

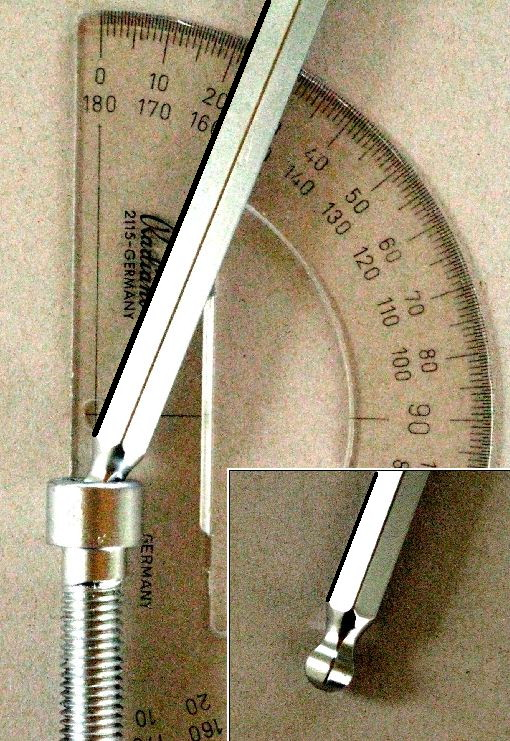
Innensechskantschlüssel mit kugeligem Kopf erlauben das Drehen einer Schraube, auch wenn sie nicht mit der Achse des Werkzeugs fluchtet. Das übertragbare Drehmoment ist allerdings geringer und die Gefahr, den Schraubenkopf zu beschädigen, größer als bei der Standardausführung.

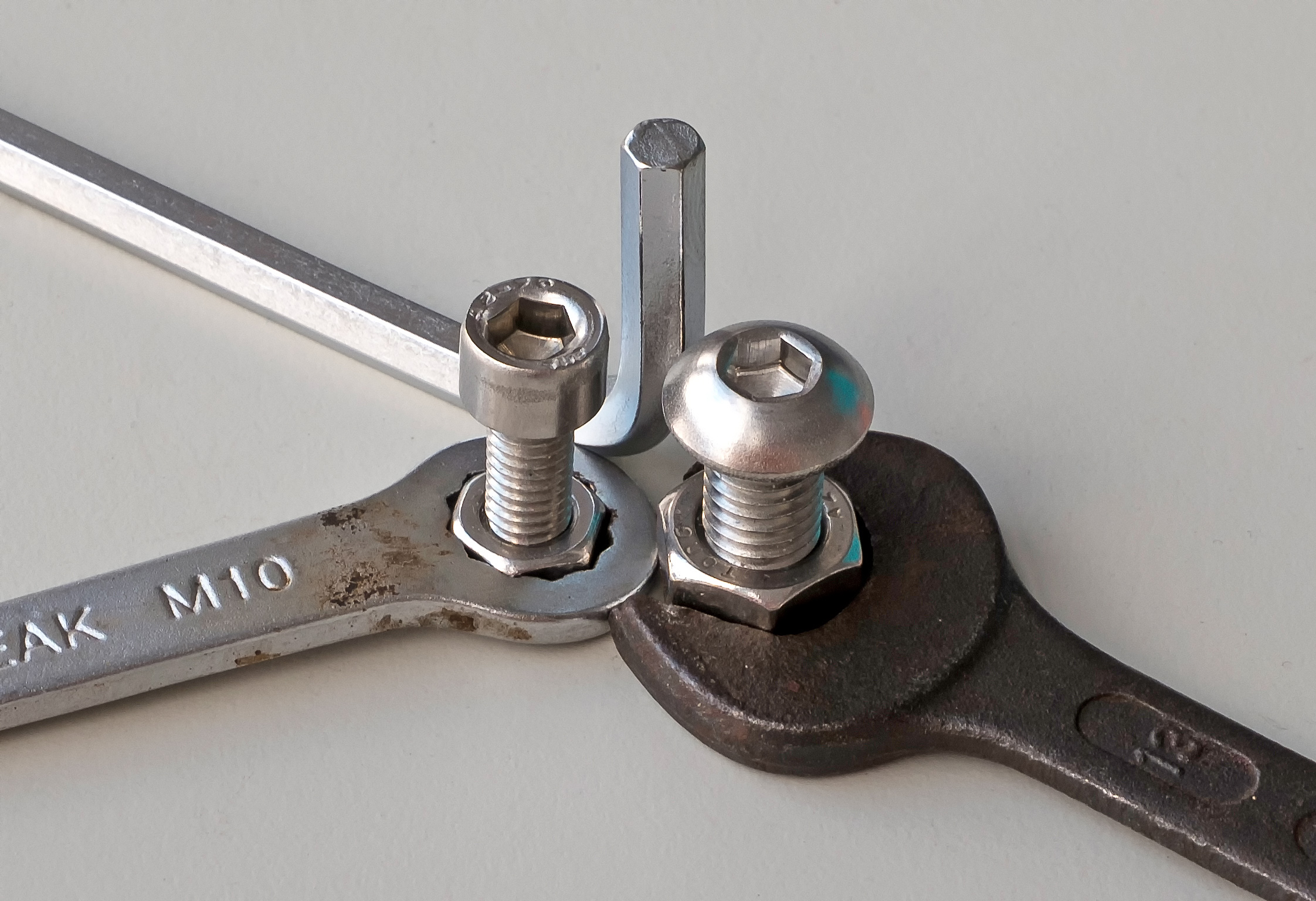
Gleiche Inbusgröße mit verschiedenen Gewindemaßen

Innensechskant (im Deutschen geläufig unter der Markenbezeichnung Inbus) ist ein Schraubenkopfantrieb mit einem Sechseck (Hexagon) im Kopf der entsprechenden Schraube (Innensechskantschraube, Inbusschraube). Der zugehörige Schraubenschlüssel mit Außen-Sechskantprofil heißt Innensechskantschlüssel (Inbusschlüssel). In vielen Ländern wird die Innensechskantschraube nach dem US-amerikanischen Unternehmen Allen Manufacturing Company (Hartford, Connecticut) Allen screw, der Inbusschlüssel Allen key oder Allen wrench genannt.

## MarkennameInbus
Das Akronym Inbus steht für „Innensechskant Bauer und Schaurte“. Dagegen ist die durch Assimilation entstandene Schreibweise bzw. Aussprache „Imbus“ zwar verbreitet, aber falsch. Der Name leitet sich vom Ersthersteller Bauer & Schaurte (bis 1980 in Neuss) ab. Heute gehört die Marke Inbus der Inbus IP GmbH mit Sitz in Breckerfeld. Werkzeuge und Schrauben mit dem Zeichen Inbus werden von der Inbus Werkzeug GmbH exklusiv in Lizenz vertrieben und von dieser in Kooperation mit der HaFu Werkzeugfabrik H.J. Fuhrmann GmbH im westfälischen Breckerfeld gefertigt. Im November 2018 hat Inbus, als eine von insgesamt 250 deutschen Marken, erstmals vom Zeitverlag die Auszeichnung zur Marke des Jahrhunderts erhalten.
Auf dem alten Werksgelände der Firma Bauer & Schaurte sollte eine „Inbusstraße“ entstehen. Dies wurde jedoch aufgrund angeblicher Markenrechtsverletzungen nicht umgesetzt.
In den letzten Jahrzehnten wurde teilweise die Auffassung vertreten, der Begriff Inbus habe sich immer mehr zur reinen Bezeichnung für Innensechskantschlüssel und Innensechskantschrauben ohne Markenbezug entwickelt (Gattungsbegriff). Das Deutsche Patent- und Markenamt hat aber in einem Beschluss vom 21. Dezember 2022 (Az.: 477 514 – 0848/20 Lösch) rechtskräftig entschieden, dass eine Wandlung zur Gattungsbezeichnung nicht eingetreten ist, weil davon auszugehen ist, dass ein Großteil des Handels und der Handwerkerkreise die Marke „Inbus“ kennen und beachten und den Begriff „Inbus“ nicht zur Beschreibung von Innensechskantschrauben und Innensechskantschraubendrehern benutzen. Derzeit läuft ein neuer Verfallsantrag beim Deutschen Patent- und Markenamt.

## Entwicklung und Technik

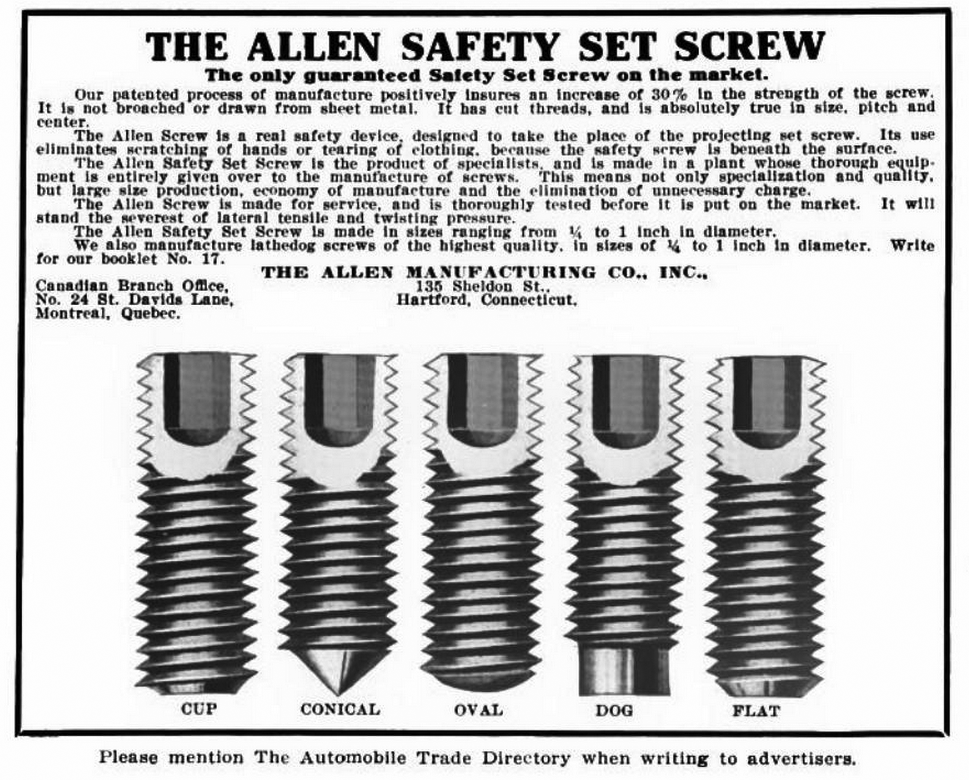
Werbung der Allen Manufacturing Company 1913

William G. Allen ließ sich 1910 ein Herstellverfahren für Schrauben mit Hexagon-Mitnahmeprofil im Schraubenkopf patentieren. In den USA werden Innensechskantschlüssel oft als „Allen key“ oder „Hex key“ bezeichnet.
Die Standard Pressed Steel Company (SPS) soll circa 1911 unabhängig von Allen Innensechskantschrauben entwickelt haben. Die Motivation von SPS war, Feststellschrauben ohne hervorstehenden Schraubenkopf zu entwickeln und so die Maschinensicherheit zu erhöhen. (Kleidungsstücke können an hervorstehenden Schraubenköpfen hängenbleiben, bei einer versenkten Madenschraube entfällt dieses Risiko.) Als Inspiration dienten SPS-Innenvierkantschrauben aus Großbritannien (Robertson-Schraube), welche SPS auf Grund von Kosten und Patenten nicht einsetzen wollte. Es ist nicht überliefert, wie SPS die Schrauben herstellte. Da aber Allen nur das Patent für ein bestimmtes Herstellungsverfahren hielt, war das Patent von Allen bei Bedarf umgehbar.
Bauer & Schaurte brachte diese Schraubenart 1936 in Deutschland auf den Markt. Die Technik wurde unter anderem von Walter Beduwé, damals leitender Ingenieur, weiterentwickelt und vollendet.
Bei dieser Schraubenart ist ein Innensechskant in einem zylindrischen Schraubenkopf versenkt. Im Vergleich zur Sechskantschraube (mit Außensechskantkopf) wird weniger Platz für den Kopf benötigt. Im Vergleich zu einer gleich großen Kreuzschlitzschraube kann eine Innensechskantschraube etwa das zehnfache Drehmoment aufnehmen.

## Eigenschaften und Anwendungsgebiete
Innensechskantschrauben eignen sich gut für Schraubenverbindungen, bei denen die Schraubenköpfe konstruktionsbedingt schwer zugänglich sind. Es reicht aus, wenn der Kopf von oben erreicht werden kann, beispielsweise durch eine Bohrung, deren Durchmesser größer als das Eckenmaß des jeweiligen Schlüssels ist. Mit Schlüsseln, deren Spitze kugelig angeschliffen ist, lassen sich die Schrauben auch dann anziehen und lösen, wenn Schlüssel und Schraube nicht fluchten. Innensechskantschrauben lassen sich zudem platzsparend versenken, falls überstehende Schraubenköpfe stören.
Innensechskantschlüssel-Sätze sind preiswert und kompakt in den Abmessungen. Zudem können Innensechskantschlüssel leicht mit einem Rohr verlängert werden, um höhere Anzugs- bzw. Lösemomente zu erzeugen. Diese Eigenschaften machen die Innensechskantschrauben deshalb zur bevorzugten Schraube bei Sondermaschinen.
Am Fahrrad werden Innensechskantschrauben gerne eingesetzt, weil damit das Bordwerkzeug klein gehalten werden kann. Der preiswerte Innensechskantschlüssel kann auch bei Bausätzen, zum Beispiel für Möbel, kostensparend durch den Hersteller beigegeben werden. Die Zylinderschraube mit Innensechskant zeichnet sich durch ein gefälliges Aussehen aus, weshalb sie gerne für Zierzwecke verwendet wird. Bei Gebrauchsgegenständen hat die runde Form den Vorteil, dass sich kaum Teile oder Textilien daran festhaken können und die Verletzungsgefahr geringer ist.
Ein Nachteil des Innensechskantes bei Verwendung im Außenbereich besteht darin, dass sich Schmutz und Wasser im Hohlraum ansammeln und zu Korrosion führen können. Außerdem ist prinzipbedingt der Schraubenkopf höher als der einer Sechskantschraube, dafür aber auch schmaler im Durchmesser.
Inzwischen gibt es Schraubenantriebssysteme, die im Vergleich zum Innensechskant eine bessere Übertragung des Anzugsmomentes auf die Schraube gestatten und höhere Drehmomente zulassen, zum Beispiel Torx aus den USA oder Vielzahn XZN nach DIN 34824.

## Normung
Innensechskantschrauben gibt es in verschiedenen Ausführungen, die auch in Normen beschrieben sind. Die im Maschinenbau gängigsten Innensechskantschrauben sind in folgenden Normen aufgeführt:
- EN ISO 4026 (früher DIN 913): Gewindestift mit Innensechskant und Kegelkuppe
- EN ISO 4027 (früher DIN 914): Gewindestift mit Innensechskant und Spitze
- EN ISO 4028 (früher DIN 915): Gewindestift mit Innensechskant und Zapfen
- EN ISO 4029 (früher DIN 916): Gewindestift mit Innensechskant und Ringschneide
- EN ISO 4762 (früher DIN 912): Zylinderschraube mit Innensechskant
- EN ISO 10642 (früher DIN 7991): Senkkopfschraube mit Innensechskant
- DIN 7984: Zylinderkopfschraube mit niedrigem Kopf und Innensechskant
- DIN 6912: Zylinderkopfschraube mit niedrigem Kopf, Schlüsselführung und Innensechskant

Werden oben genannte Ausführungen in technischen Dokumentationen aufgeführt, so ist die Bezeichnung nach der jeweiligen Norm zu verwenden. Die Größenangabe der Innensechskantschlüssel bezieht sich auf den senkrechten Abstand in Millimetern zweier paralleler Seiten seines sechseckigen Querschnittes, der auch als Schlüsselweite, abgekürzt SW, bezeichnet wird.

## Ähnliche Kopf-Anschlussformen

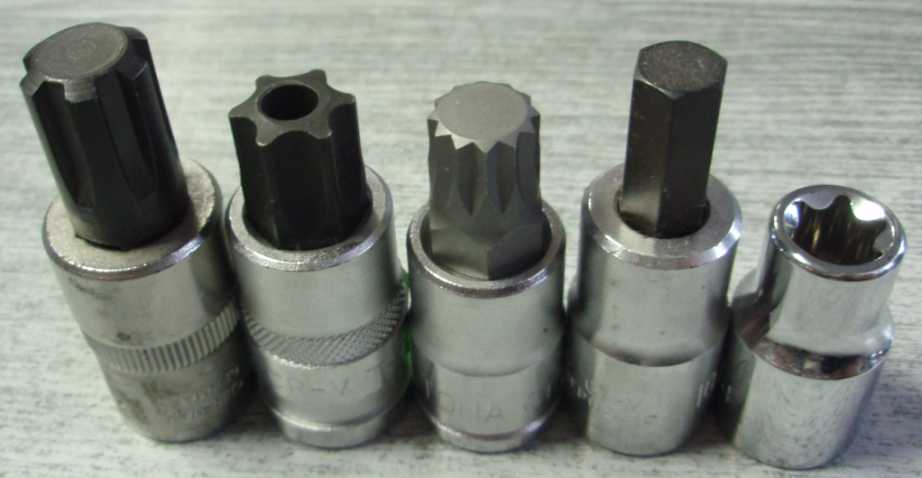
1/2″-Nüsse: RIBE, Torx TR, XZN, Innensechskant und Torx E

Von einigen Autoherstellern werden, unter anderem für die Bremsen, statt Innensechskantschrauben die selteneren Innenfünfkantschrauben eingebaut. Die dazu passenden Innenfünfkantschlüssel sind im Fachhandel erhältlich.
Ein Innenfünfkant dient auch als Diebstahlsicherung bei Schnellspannern in der Fahrradtechnik, allerdings verlieren diese Befestigungen dabei ihren eigentlichen Schnellspanncharakter. Der Spannhebel wird durch einen abziehbaren Innenfünfkant-Stift ersetzt, der dann durch den Fahrer mitgeführt werden muss.
Ebenfalls in der Automobilindustrie findet der Innenvielzahn (XZN) Anwendung, wenn besonders hohe Anzugsmomente gefordert werden, beispielsweise bei den Gelenkwellen im Antriebsstrang.